# Tyramin
Tyramine (/ˈtaɪrəmiːn/ TY—rə meen) (tyramin cũng đánh vần), còn được gọi dưới nhiều tên khác, là một cách tự nhiên xảy ra dấu vết amin có nguồn gốc từ các amino acid tyrosine. Tyramine hoạt động như một chất giải phóng catecholamine. Đáng chú ý, nó không thể vượt qua hàng rào máu não, chỉ dẫn đến các hiệu ứng giao cảm ngoại biên không hoạt động sau khi uống. Tuy nhiên, một cuộc khủng hoảng tăng huyết áp có thể dẫn đến việc ăn các thực phẩm giàu tyramine kết hợp với việc sử dụng các chất ức chế monoamin oxydase (MAOIs).

## Hiện diện
Tyramine xảy ra rộng rãi trong thực vật  và động vật, và được chuyển hóa bởi các enzyme khác nhau, bao gồm cả các oxit monoamin. Trong thực phẩm, nó thường được sản xuất bởi sự khử carboxyl của tyrosine trong quá trình lên men hoặc phân rã. Thực phẩm chứa một lượng tyramine đáng kể bao gồm các loại thịt có khả năng bị hỏng hoặc ngâm, già, hun khói, lên men hoặc ướp (một số cá, thịt gia cầm và thịt bò); hầu hết thịt lợn (trừ giăm bông chữa khỏi); cá trích. Các thực phẩm khác có chứa lượng tyramine đáng kể là sô cô la; đồ uống có cồn; và thực phẩm lên men, chẳng hạn như hầu hết các pho mát (trừ ricotta, tiểu, Monterey Jack, kem và Neufchatel pho mát), kem chua, sữa chua, mắm tôm, nước sốt đậu nành, đậu tương gia vị, nước sốt teriyaki, tempeh, súp miso, dưa cải bắp, kim chi, rộng (fava) đậu, vỏ đậu xanh, Ý phẳng (Romano) đậu, đậu Hà Lan tuyết, edamame, bơ, chuối, nho khô, ngày, dứa, cà tím, quả sung, màu đỏ mận, mâm xôi, đậu phộng, các loại hạt Brazil, dừa, thịt chế biến, nấm men, một loạt xương rồng và cây tầm gửi ngày lễ.

## Tác dụng vật lý và dược lý
Bằng chứng cho sự hiện diện của tyramine trong não người đã được xác nhận bằng phân tích hậu sản. Ngoài ra, khả năng tyramine hoạt động trực tiếp như một chất điều chế thần kinh đã được tiết lộ khi phát hiện ra thụ thể kết hợp protein G có ái lực cao với tyramine, được gọi là TAAR1. Thụ thể TAAR1 được tìm thấy trong não, cũng như các mô ngoại biên, bao gồm cả thận. Tyramine liên kết với cả TAAR1 và TAAR2 như một chất chủ vận ở người.
Tyramine được chuyển hóa sinh lý bởi các oxit monoamin (chủ yếu là MAO-A), FMO3, PNMT, DBH và CYP2D6. người, nếu sự trao đổi chất monoamine được ảnh hưởng bởi việc sử dụng các thuốc ức chế monoamine oxidase (MAOIs) và thực phẩm giàu chất tyramine được ăn vào bụng, một cuộc khủng hoảng tăng huyết áp có thể gây ra, như tyramine cũng có thể thay thế các monoza được lưu trữ, chẳng hạn như dopamine, norepinephrine và epinephrine, từ các túi tiền synap.

## Sinh tổng hợp
Về mặt sinh hóa, tyramine được tạo ra bởi quá trình decarboxyl hóa tyrosine thông qua hoạt động của enzyme tyrosine decarboxylase. Tyramine có thể được chuyển đổi thành các dẫn xuất alkaloid bị methyl hóa <i id="mwiA">N</i> -methyltyramine, <i id="mwig">N</i>, <i id="mwiw">N</i> -dimethyltyramine (hordenine) và <i id="mwjQ">N</i>, <i id="mwjg">N</i>, <i id="mwjw">N</i> -trimethyltyramine (candicine).

Tyramine
N -Methyltyramin
N, N -Dimethyltyramine (hordenine)
N, N, N -Trimethyltyramine (candicine)

 Ở người, tyramine được sản xuất từ tyrosine, như thể hiện trong sơ đồ sau. 
| Con đường sinh tổng hợp cho catecholamine và dấu vết amin trong não người liên_kết= L -Phenylalanine L -Trosine L- DOPA Epinephrine Phenethylamine p -Tyramine Dopamine Norepinephrine N -Methylphenethylamine N -Methyltyramin p -Octopamine Synephrine 3-Methoxytyramin AADC sơ cấp </br> con đường PNMT Aa óc </br> CYP2D6 diễn viên phụ </br> con đường COMT DBH Ở người, amin amin catecholamine và phenethylaminergic có nguồn gốc từ amino acid L-phenylalanine. |

## Hóa học
Trong phòng thí nghiệm, tyramine có thể được tổng hợp theo nhiều cách khác nhau, đặc biệt là bằng cách khử carboxyl của tyrosine.

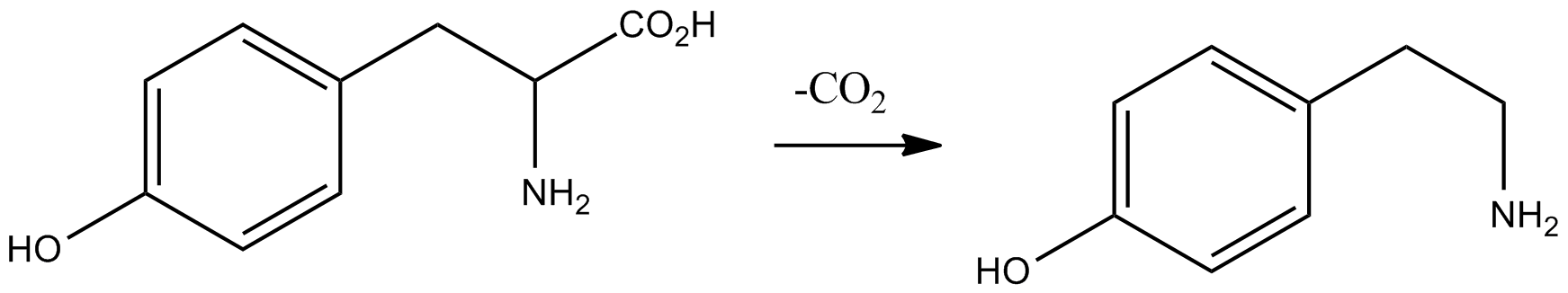
Tyrosine decarboxylation